# Боргофранко-суль-По
Боргофранко-суль-По (итал. Borgofranco sul Po) — коммуна в Италии, располагается в регионе Ломбардия, в провинции Мантуя.
Население составляет 887 человек (2008 г.), плотность населения составляет 63 чел./км². Занимает площадь 14 км². Почтовый индекс — 46020. Телефонный код — 0386.
В коммуне 29 июня особо поминается мученичество Иоанна Крестителя.

## Демография
Динамика населения:

## Администрация коммуны
- Официальный сайт: http://www.comune.borgofrancosulpo.mn.it/